# 마에스트로 (직불카드)

마에스트로

마에스트로(Maestro)는 마스터카드에서 운영하는 국제 직불 카드 네트워크다.
체크카드나 선불카드에도 탑재되는 경우가 있는데, 이 경우에는 체크카드가 국내전용이고 국외에서는 해외신판이 아닌 직불 카드로만 이용이 가능하므로 해외 온라인 사이트에서는 이용할 수 없다.
대한민국에서 발행 중인 국제현금카드에는 거의 마에스트로와 Cirrus가 달려 있으며, 체크카드도 국내전용 및 해외직불 겸용으로 만들 때 마에스트로/Cirrus를 달고 나오는 경우가 있다. 반면 비자카드의 직불망인 인터링크가 달린 카드는 신한카드의 탑스파워 체크카드뿐이었으나, 2018년 7월에 단종되어 현재는 발행하는 곳이 없다. 다만 대한민국에서도 2010년대 후반부터 마에스트로 장착 체크카드가 점점 감소하기 시작했고, 2020년대에 들어서는 마에스트로가 달린 신규 체크카드 상품이 거의 없다.
해외직불 결제시 비밀번호를 입력해야 한다.
유럽 등지에서는 신용카드보다 이용량이 많기도 하나, 마스터카드가 유럽에서부터 마에스트로를 새로운 직불 카드망인 Debit Mastercard로 대체한다는 공지를 올리면서 브랜드 퇴역이 예고되어 있다.
BIN이 5로 시작하는 마스터카드와 달리, 마에스트로는 6으로 시작한다.

## 취급사

### 직불카드
- 국민은행
- KB국민카드

### 발급중단
- 비씨카드[2]
- 신한카드
- 부산은행
- NH농협은행
- 하나카드
- 우리은행
- 우리카드
- 중소기업은행
- 신한은행
- iM뱅크[3]

## 로고

1992~1996년 9월까지 사용된 로고
1996년 9월~2016년 7월 13일까지의 로고
2016년 7월 14일이후의 로고

## 같이 보기
- 마스터카드